# Lista över Costa Ricas presidenter
Detta är en lista över Costa Ricas presidenter.
Den följande tabellen är en lista över Costa Rica presidenter och statschefer sedan centralamerikanska självständigheten från Spanien och Mexiko. Från 1823 till 1839 var Costa Rica en stat inom Centralamerikanska federationen; sedan dess är Costa Rica en självständig nation.
| Costa Ricas statschefer            | Ämbetsperiod        | Parti | Noter |
| Juan Mora Fernández                | 1825–1833           |       | Två efterföljande perioder; omvald år 1829.                                                                       |
| José Rafael de Gallegos y Alvarado | 1833–1835           |       | |
| Manuel Fernández Chacón            | 1835                |       | |
| Braulio Carrillo Colina            | 1835–1837           |       | Första perioden.                                                                                                  |
| Manuel Aguilar Chacón              | 1837–1838           |       | |
| Braulio Carrillo Colina            | 1838–1842           |       | Andra perioden.                                                                                                   |
| Francisco Morazán Quesada          | apr-sep 1842        |       | Avsatt efter uppror; avrättad 15 september 1842.                                                                  |
| Antonio Pinto Soares               | sept 1842           |       | Tog makten vid uppror och avgick fort.                                                                            |
| José María Alfaro Zamora           | 1842–1844           |       | Första perioden.                                                                                                  |
| Francisco María Oreamuno Bonilla   | 1844–1846           |       | |
| José María Alfaro Zamora           | 1846–1847           |       | Andra perioden.                                                                                                   |
| José María Castro Madriz           | 1847–1848           |       | |
| Costa Ricas presidenter            | Ämbetsperiod        | Parti | Noter |
| José María Castro Madriz           | 1848–1849           |       | "Grundare av republiken". Första presidentsperioden.                                                              |
| Miguel Mora Porras                 | 1849                |       | |
| Juan Rafael Mora Porras            | 1849–1859           |       | |
| José María Montealegre Fernández   | 1859–1863           |       | |
| Jesús Jiménez Zamora               | 1863–1866           |       | Första perioden.                                                                                                  |
| José María Castro Madriz           | 1866–1868           |       | Andra presidentsperioden.                                                                                         |
| Jesús Jiménez Zamora               | 1868–1870           |       | Andra perioden.                                                                                                   |
| Bruno Carranza Ramírez             | apr-aug 1870        |       | Statskupp. |
| Tomás Guardia Gutiérrez            | 1870–1876           |       | Första perioden.                                                                                                  |
| Aniceto Esquivel Sáenz             | maj-juli 1876       |       | Statskupp. |
| Vicente Herrera Zeledón            | 1876–1877           |       | |
| Tomás Guardia Gutiérrez            | 1877–1882           |       | Andra perioden.                                                                                                   |
| Saturnino Lizano Gutiérrez         | 1882                |       | |
| Próspero Fernández Oreamuno        | 1882–1885           |       | Dog i tjänst. |
| Bernardo Soto Alfaro               | 1885–1890           |       | Vald på egna grunder år 1886.                                                                                     |
| José Joaquín Rodríguez Zeledón     | 1890–1894           |       | |
| Rafael Yglesias Castro             | 1894–1902           |       | Två efterföljande perioder.                                                                                       |
| Ascensión Esquivel Ibarra          | 1902–1906           |       | |
| Cleto González Víquez              | 1906–1910           |       | Första perioden.                                                                                                  |
| Ricardo Jiménez Oreamuno           | 1910–1914           |       | Son till Jesús Jiménez Zamora. Första perioden.                                                                   |
| Alfredo González Flores            | 1914–1917           |       | Avsatt av Tinoco Granados i en statskupp.                                                                         |
| Federico Tinoco Granados           | 1917–1919           |       | Två efterföljande perioder. Störtad vid uppror.                                                                   |
| Juan Bautista Quirós Segura        | aug-sep 1919        |       | Tvingad att avgå av amerikanska regeringen.                                                                       |
| Francisco Aguilar Barquero         | 1919–1920           |       | Tillfälligt presidentsskap; diktatoriskt styre.                                                                   |
| Julio Acosta García                | 1920–1924           |       | |
| Ricardo Jiménez Oreamuno           | 1924–1928           |       | Andra perioden.                                                                                                   |
| Cleto González Víquez              | 1928–1932           |       | Andra perioden.                                                                                                   |
| Ricardo Jiménez Oreamuno           | 1932–1936           |       | Tredje perioden.                                                                                                  |
| León Cortés Castro                 | 1936–1940           |       | |
| Rafael Ángel Calderón Guardia      | 1940–1944           |       | |
| Teodoro Picado Michalski           | 1944–1948           |       | |
| Santos León Herrera                | april 1948-maj 1948 |       | |
| José Figueres Ferrer               | 1948–1949           | PLN   | Kom till makten under inbördeskrig. Återvände som vald president efter omorganiserat regeringen. Första perioden. |
| Luis Rafael Otilio Ulate Blanco    | 1949–1953           |       | |
| José Figueres Ferrer               | 1953–1958           | PLN   | Andra perioden.                                                                                                   |
| Mario Echandi Jiménez              | 1958–1962           |       | |
| Francisco Orlich Bolmarcich        | 1962–1966           | PLN   | |
| José Joaquín Trejos Fernández      | 1966–1970           |       | |
| José Figueres Ferrer               | 1970–1974           | PLN   | Tredje perioden. Presidentsomröstning inte tillåten.                                                              |
| Daniel Oduber Quirós               | 1974–1978           | PLN   | |
| Rodrigo Alberto Carazo Odio        | 1978–1982           | PUSC  | |
| Luis Alberto Monge Álvarez         | 1982–1986           | PLN   | |
| Óscar Arias                        | 1986–1990           | PLN   | Första perioden; Nobels fredsprisvinnare år 1987.                                                                 |
| Rafael Ángel Calderón Fournier     | 1990–1994           | PUSC  | Son till Rafael Ángel Calderón Guardia.                                                                           |
| José María Figueres Olsen          | 1994–1998           | PLN   | Son till José Figueres Ferrer.                                                                                    |
| Miguel Ángel Rodríguez Echeverría  | 1998–2002           | PUSC  | |
| Abel Pacheco de la Espriella       | 2002–2006           | PUSC  | Presidentsomröstning återinfört.                                                                                  |
| Óscar Arias                        | 2006–2010           | PLN   | Andra perioden.                                                                                                   |
| Laura Chinchilla                   | 2010–2014           | PLN   | Costa Ricas första kvinnliga president.                                                                           |
| Luis Guillermo Solís               | 2014–2018           | PAC   | |
| Carlos Alvarado Quesada            | 2018–               | PAC   | Yngsta presidenten sedan Rafael Yglesias (1894).                                                                  |